# 데스피에르타 아메리카
《데스피에르타 아메리카》(스페인어: ¡Despierta América!)는 미국의 아침 정보 프로그램이다.

## 앵커
- 카를라 마르티네스 (2006 ~ 현재)
- 아나 패트리샤 가메스 (2011 ~ 현재)
- 사트차 프레토 (2011 ~ 현재)
- 앨란 타체르 (2012 ~ 현재)
- 조니 로사다 (2012 ~ 현재)
- 알레한드로 차반 (2015 ~ 현재)
- 프란시스카 라차펠 (2015 ~ 현재)
- 카롤리나 라미레스 (2015 ~ 현재)
- 윌리엄 발데스 (2015 ~ 현재)

## 같이 보기
- 유니비전